# Térmens
Térmens è un comune spagnolo di 1 420 abitanti situato nella comunità autonoma della Catalogna.